# آلتوس هورنوس دی مکزیکو
آلتوس هورنوس دی مکزیکو (انگلیسی: Altos Hornos de México) شرکت معادن و فلزات مکزیکی است، که در سال ۱۹۴۲ تأسیس شد.